# Blepharomyia pagana
Blepharomyia pagana là một loài ruồi trong họ Tachinidae.